# Skjold (sagnkonge)
 For alternative betydninger, se Skjold (flertydig). (Se også artikler, som begynder med Skjold)
Skjold (norrønt Skjöldr; latin Skioldus) er en dansk sagnkonge og ifølge Skjoldungesagaen en af Odins sønner med Rind. Beretningen om Skjold blander sagaer, myter og legender fra norrøn mytologi sig med tidlige elementer af den danske historie.

## Sagnet
Som konge af Sjælland og forfar til kong Dans dronning var Skjold stamfar til den danske kongerække, men var kun konge over Sjælland og regerede sit rige fra kongsgården i Lejre, der formentlig lå i umiddelbar nærhed af den landsby, der i dag kendes som Gammel Lejre. Lejre var ifølge krønikerne og sagaerne kongesæde for de fleste forhistoriske konger, der fulgte Skjold.
I sagnet om Skjold fortælles om lovløse tider, nød og elendighed blandt danerne da de en dag fik øje på et skib med kurs mod kysten. Det havde ingen årer ude, og hverken mandskab eller styrmand. Da skibet lagde til land, fandt folk en lille dreng liggende alene på dækket. Som hovedpude havde han et kornneg, og omkring ham var der stablet våben op. Danerne bar det lille barn i land og førte ham til tingstedet, hvor der han blev sat på den hellige sten og udråbt til konge. Som voksen blev han en mægtig fyrste, æret både i Danmark og nabolandene. Da kong Skjold var død, bar hans mænd ham ned til kysten, som han havde udtrykt ønske om, og lagde ham i hans skib og stablede våben og guld omkring ham på alle sider. Skibet lagde ud, og ingen har hørt fra det siden.
Senere beretninger hævder, at det Skjolds far Skeaf der blev sendt af guderne. William af Malmesbury nevner ingen våben i skibet, men hævder, at den lille dreng sov på et kornneg (skeaf). I Beowulfkvadet beskrives Skjold sådan: "Godt var hans styre, han selv sine venners ven og viden kendt." Saxo kendte ikke beretningen om barnekongens ankomst til Danmark og lod ham være sønnesøn af kong Dan. Saxo hævder, at Skjold som barn mødte en mægtig bjørn i skoven, men klarede at holde den bundet med sit bælte, til jægerne kom til og fik den dræbt. Ifølge Saxo havde Skjold kæmpekræfter allerede som 15-årig, og nedlagde berygtede kæmper som tyskeren Skate, der også bejlede til den kønne Alvhild. Ingen kunne kappes med Skjold i gavmildhed eller storsind, og i Snorres værker er Skjold forfremmet til søn af Odin, bosat i Lejre og gift med Gefion. Bare det engelske kvad fortæller om Skjolds død, da han efter eget ønske bæres ned til sit skib og sendes alene til havs, ligesom han ankom som lille barn, men nu i døden omgivet af kostbarheder.
Beowulfkvadet fortæller mest om Skjolds afrejse. Her omtales han ikke som død, da han drager væk, tværtimod som felahror (= livskraftig).

## I kilderne
I indledningen til Den yngre Edda nævnes Skjold som far til Fridleiv, og at Odin satte Skjold til at styre over Reidgotaland (= goternes land). Han nævnes også i indledningen til Grottesangen og i Skaldskaparmal. I Ynglingesagaen fortælles, at Skjold blev gift med Gefion, der pløjede Sjælland, sin mands kongerige, ud af Sverige.
Skjold optræder også i Lejrekrøniken, i Arngrímur Jónssons latinske sammendrag af den tabte Skjoldungesaga, og i Saxos Gesta Danorum. I England er han kendt som Scyld Scefing, og omtales i Beowulfkvadet som en forældreløs, der hævdede sig som kriger og nedkæmpede danernes fjender, en god lovgiver og en gavmild herre.
Rolf Krake var den 12. eller 14. konge af det samlede rige efter Skjold. Han har formentlig ikke bygget Lejre fra grunden, som krøniken fortæller, men kun forskønnet, udvidet eller muligvis genopbygget stedet.

## I litteraturen
N.F.S. Grundtvig skrev digtet Skjold i 1834 med ordene "I gamle dage det var en gang". Sten Lerche har sat melodi til digtet.
I 1840 udsendte H.P. Holst (1811-93) et digt om barnekongen kong Skjolds komme. I 1885 fik Jenny Blicher-Clausen (1865-1907) trykt digtet Kong Skjold.
En gang var landet kongeløst, men så kom Skjold over havet. Johs V. Jensen skildrer i sit digt Stæren fra 1925 barnekongens ankomst som et billede på forårets komme:
Mig er fortalt et forårsagn
om barnekongen, kong Skjold
fra tøbrudsvande til Danmarks strande
han kom, en vårvind i vold.
På skibets mast var hejset en krans.
Af løv var på dækket et telt.
Medbør og bølge var skibets følge
ind gennem sund og belt.
Så lagde det til - og i samme stund
var kysten og skoven grøn!